# Sjeverni Ambrym jezik
Sjeverni Ambrym jezik (ISO 639-3: mmg), austronezijski jezik istočnovanuatske podskupine kojim govori oko 5 250 ljudi (Lynch and Crowley 2001) na sjeveru vulkanskog otoka Ambrym u Vanuatuu. Broj govornika (1983 SIL) bio je niži, 2 850 .
Ima dva dijalekta, magam i olal.

## Vanjske poveznice
- Ethnologue (14th)
- Ethnologue (15th)